# Citação Presidencial de Unidade
A Citação Presidencial de Unidade é uma honraria concedida pelo Presidente dos Estados Unidos a unidades militares das Forças Armadas americanas e de países aliados, por extraordinário heroísmo em ação contra inimigos armados, desde 7 de dezembro de 1941, o dia do ataque japonês a Pearl Harbor e início do envolvimento dos Estados Unidos na II Guerra Mundial. Também é concedida por extraordinário heroísmo e coragem em ação em calamidades e catástrofes de cunho civil.
A unidade necessita demonstrar coragem, determinação e espírito de corpo acima do esperado, no cumprimento de missão realizada sob condições extremamente difíceis, de maneira a sobressair acima de outras unidades envolvidas numa mesma campanha militar.

## Exército e Força Aérea
A Citação Presidencial do exército foi criada em 26 de fevereiro de 1942 como Citação de Distinção de Unidade e tem o atual nome desde 1966. Todos os membros da unidade citada podem usar o galardão em seus uniformes, tenham ou não participado da ação pela qual a unidade foi condecorada, mas apenas aqueles que participaram diretamente da ação responsável pela citação podem usá-la permanentemente. 
Para as duas forças, a condecoração é uma pequena faixa em azul marinho bordeada por listas finas douradas, usada sobre o bolso direito da camisa do uniforme.

## Marinha e Fuzileiros
Esta versão da condecoração tem listas horizontais em amarelo, vermelho e azul. Para distingui-la das duas versões da Citação Presidencial, ela é comumente conhecida como Citação Presidencial das Unidades da Marinha e Corpo de Fuzileiros (Navy and Marine Corps Presidential Unit Citation) enquanto a do Exército e Aeronáutica é simplesmente chamada de Citação Presidencial (Presidential Unit Citation). Ela é usada apenas pelos integrantes da unidade à época da ação pela qual ela foi citada, não sendo permitida seu uso pelos que integraram a unidade após os fatos citados, ao contrário do Exército e da Força Aérea, que permitem seu uso temporário a militares enquanto servem na unidade.

## Guarda Costeira
As unidades da Guarda Costeira dos Estados Unidos podem ser citadas em qualquer uma das citações presidenciais, dependendo da ação em que estiveram envolvidas, em terra, ar ou mar. Uma versão especial apenas para a Guarda Costeira foi concedida pelo Presidente George W. Bush à corporação como um todo, por seu trabalho no resgate e ajuda à população dos estados americanos devastados pelo furacão Katrina em agosto de 2005, especialmente à população da Louisiana.

## Brasil
Em seus 65 anos de existência, a Citação Presidencial já foi concedida a diversas unidades de combate de países aliados, especialmente britânicas, canadenses e francesas. O Brasil é o único país latino-americano a ter recebido a honraria. Em 22 de abril de 1986, o 1º Grupo de Aviação de Caça da FAB – Força Aérea Brasileira, a recebeu por bravura em combate de seus pilotos nos céus da Itália, durante a II Guerra Mundial. Um de seus condecorados foi o aviador Cançado, do avião D-4.